# Volba prezidenta České republiky 1998
Volba prezidenta České republiky 1998 proběhla 20. ledna 1998 a byla druhou parlamentní volbou prezidenta České republiky. Dvoukolová volba proběhla na společné schůzi obou komor Parlamentu České republiky ve Španělském sále Pražského hradu. Funkci předsedy Poslanecké sněmovny vykonával Miloš Zeman. Favorizovaným kandidátem byl stávající prezident Václav Havel. Dalšími kandidáty byli komunistický poslanec Stanislav Fischer a Miroslav Sládek předseda strany SPR–RSČ, který se v době konání volby nacházel ve vazební věznici Na Pankráci. V druhém kole volby byl Václav Havel opětovně zvolen prezidentem České republiky.

## Pozadí
Volba prezidenta probíhala v situaci ovlivněné pádem druhé vlády Václava Klause, který vyvolal skandál týkajícím se financování Občanské demokratické strany. Navzdory zvyklostem Václav Havel pověřil sestavením nové vlády Josefa Luxe, předsedu KDU-ČSL, což bylo vykládáno jako pokus odstranit Václava Klause z české politické scény. Na nové vládě Josefa Tošovského podporované KDU-ČSL, ODA a Unií svobody se Klausem vedená ODS nepodílela. 9. prosince 1997 přednesl prezident Václav Havel v Rudolfinu před oběma komorami Parlamentu České republiky projev, ve kterém kritizoval průběh ekonomické transformace a celkový stav české společnosti, což šlo opětovně vyložit jako útok na bývalého premiéra Václava Klause. Tento projev tak výrazně zkomplikoval Havlovo znovuzvolení. V ODS se následně objevily úvahy o možné prezidentské kandidatuře Václava Klause.
Dalším tématem diskutovaným v rámci volby byla Česko-německá deklarace. Miroslav Sládek, prezidentský kandidát SPR-RSČ, byl v době prezidentské volby ve vyšetřovací vazbě, pro dlouhodobé a opakované vyhýbání se trestnímu stíhání pro trestný čin podněcování k národnostní a rasové nenávisti. Toho se měl dopustit v době ratifikace této deklarace.

## Kandidáti
O úřad hlavy státu se ucházeli tři kandidáti. Stávající prezident Václav Havel podporovaný vládní koalicí a částí ČSSD. Komunistická strana Čech a Moravy navrhla astrofyzika Ing. Stanislava Fischera, CSc. SPR-RSČ navrhlo svého předsedu Miroslava Sládka, který se v době volby nacházel ve vazební věznici na Pankráci a volby se tak nezúčastnil.

## Průběh volby
Druhá volba prezidenta České republiky proběhla na společné schůzi obou komor Parlamentu České republiky tak, jak požadovala tehdy platná Ústava České republiky. Na úvod schůze vystoupil komunistický poslanec Vojtěch Filip, který parlament požádal, aby před parlamentem mohl vystoupit komunistický kandidát Stanislav Fischer. Tento návrh nakonec byl hlasy senátorů zamítnut s odůvodněním, že není poslancem ani senátorem. Projev za něj nakonec přečetl Vojtěch Filip. Republikánský poslanec a prezidentský kandidát Miroslav Sládek se schůze parlamentu nezúčastnil a nehlasoval, protože většina poslanců a senátorů zamítla možnost poslat do vazební věznice, v níž byl Sládek umístěn, volební urnu. Republikánský poslanec Jan Vik následně zpochybnil legitimitu prezidentské volby a oznámil, že se obrátí na Ústavní soud. Kromě republikánské strany zazněla kritika stávajícího prezidenta také od poslanců KSČM. Komunistický poslanec Miroslav Grebeníček označil Václava Havla za prezidenta, který jedná proti zájmům České republiky, protože se omluvil za odsun sudetských Němců a nabízí jím občanství. Výrazná kritika přišla také od poslanců vládní koalice. Poslanec KDU-ČSL Jiří Karas ostře kritizoval Havlův morální profil a zejména jeho obchodní spolupráci s bývalým československým premiérem Mariánem Čalfou, přesto v závěru svého projevu vyjádřil Havlovi v nadcházející volbě podporu. Podporu Havlovi vyjádřili navzdory politickým rozdílům také někteří poslanci ČSSD, jmenovitě Petra Buzková nebo Pavel Dostál. Podobně se vyjádřil také poslanec Jan Ruml z nově vzniklého poslaneckého klubu US-DEU.
Navzdory návrhu senátorky Jitky Seitlové (ODA) byl nakonec prosazen tajný způsob volby prezidenta.
Výsledky prvního kola volby
| Kandidát          | hlasy senátorů | hlasy poslanců | celkem |
| ----------------- | -------------- | -------------- | ------ |
| Václav Havel      | 39             | 91             | 130    |
| Stanislav Fischer | 5              | 26             | 31     |
| Miroslav Sládek   | 1              | 22             | 23     |

V prvním kole nebyl zvolený žádný kandidát. Dostatek hlasů na postup získal pouze Václav Havel.
Výsledky druhého kola volby
| Kandidát     | hlasy senátorů | hlasy poslanců | celkem |
| ------------ | -------------- | -------------- | ------ |
| Václav Havel | 47             | 99             | 146    |

Bezprostředně po vyhlášení výsledků prvního kola proběhlo druhé kolo volby, do nějž postoupil jediný kandidát Václav Havel, který byl následně zvolen nejnižším možným kvórem v Poslanecké sněmovně (a to 99 hlasy ze 197 přítomných poslanců), v Senátu pak získal dostačující počet 47 hlasů z 81 přítomných senátorů. Kdyby se hlasování směl zúčastnit vazebně stíhaný poslanec Sládek, kvórum pro zvolení v Poslanecké sněmovně by se zvýšilo na 100. Ve druhém kole volby totiž ke zvolení dle tehdejších pravidel stačilo získat nadpoloviční většinu přítomných poslanců a zároveň nadpoloviční většinu přítomných senátorů. V případném třetím kole volby by to byla nadpoloviční většina ze součtu přítomných poslanců a senátorů (což by počet 146 hlasů dohromady splňoval).
K průběhu volby prezidenta se následně vyjádřil republikánský poslanec Jan Vik: „Pane předsedo, dámy a pánové, jsem nucen jménem poslaneckého klubu SPR-RSČ opětovně protestovat proti průběhu a nyní i proti výsledku volby hlavy státu. Je to jak v absurdním dramatu, kdy o nové hlavě státu rozhodl jeden jediný hlas, a to právě hlas vězněného republikánského poslance dr. Miroslava Sládka, který na základě rozhodnutí státních orgánů, ale i na základě této sněmovny a Senátu nemohl vykonávat svůj mandát daný mu voliči, občany České republiky. Chci zdůraznit, že Sdružení pro republiku – Republikánská strana Československa neuznává dnešní volbu hlavy státu. Konstatujeme, že Václav Havel není legitimně zvoleným prezidentem České republiky. Pane Havle, styďte se.“ Na jeho slova reagovala první dáma Dagmar Havlová pískotem.
Znovuzvolený prezident následně poděkoval poslancům a senátorům za vloženou důvěru:
„Jsem rád, že tentokrát jsem byl zvolen už oběma fyzicky existujícími komorami našeho Parlamentu, jak to předpisuje Ústava. A vaší důvěry si vážím, obzvlášť proto, že se mi jí dostalo ve volbě tajné. Jsem připraven 2. února, kdy skončí mé první funkční období v úřadě českého prezidenta, složit bez výhrad slib a jsem připraven využít všech zkušeností, které jsem dosud nabyl, k tomu, abych ve svém druhém a posledním funkčním období plnil své poslání co nejlépe a v souladu se slibem, který složím.“
Václav Havel

## Prezidentský slib
2. února 1998 složil Václav Havel do rukou předsedy Poslanecké sněmovny Miloše Zemana na společném zasedání obou komor parlamentu v souladu s článkem 55 Ústavy České republiky prezidentský slib.

## Ústavní stížnost
Kandidát republikánské strany Miroslav Sládek podal na průběh prezidentské volby stížnost k Ústavnímu soudu České republiky, v níž se domáhal zrušení platnosti volby z důvodu svého protiprávního vzetí do vyšetřovací vazby a rovněž z důvodu, že mu bylo znemožněno oddělené hlasování ve věznici. Následkem toho podle jeho názoru došlo k porušení Ústavy České republiky a Listiny základních práv a svobod, a to jak ve vztahu k osobě stěžovatele jako občana, tak ve vztahu osoby stěžovatele jako poslance, a rovněž ve vztahu k politické straně SPR-RSČ, které byl stěžovatel předsedou. Ústavní soud stížnost Miroslava Sládka zamítl.
Jako hlavní důvody zamítnutí ÚS uvedl tyto skutečnosti :
- Miroslav Sládek byl Poslaneckou Sněmovnou ve věci trestního stíhání pro údajný trestný čin podněcování k národnostní a rasové nenávisti vydán již 27. února 1997.
- Rozhodnutí o vzetí do vazby z 8. prosince 1998 bylo pravomocné. Miroslav Sládek se opakovaně odmítal účastnit se ve své trestní věci hlavního líčení, resp. odmítal na různých, jím samotným uvedených, adresách vůbec převzít předvolání k němu.
- Opatřením Obvodního soudu pro Prahu 1 ze dne 19. ledna 1998 nebylo stěžovateli vyhověno v jeho žádosti, aby se mohl zúčastnit volby prezidenta republiky.
- Obě komory Parlamentu ČR na své první společné schůzi svolané k volbě prezidenta republiky, hlasováním bez rozpravy, odmítly zabývat se žádostí stěžovatele, aby mu při této volbě bylo umožněno hlasování mimo místo konání společné schůze obou komor;
- Rozsudkem soudu I. stupně (ze dne 23. ledna 1998) byl stěžovatel obžaloby obvodního státního zástupce pro Prahu 1 zproštěn a bezprostředně poté byl z vazby propuštěn na svobodu.